# Coupe de France 1926/1927
Desátý ročník Coupe de France (francouzského fotbalového poháru) se konal od 19. září do 8. května 1927. Celkem turnaj hrálo 346 klubů.
Trofej získal potřetí v klubové historii a obhájce trofeje z minulého ročníku Olympique Marseille, který ve finále porazil US Quevilly 3:0.